# Traum von Freiheit
Traum von Freiheit ist das achte Studioalbum der deutschen Punkrock-Band Betontod. Es erschien im Februar 2015 als erstes Album der Band bei Columbia Records, nachdem sie sich von ihrer bisherigen Plattenfirma Better Than Hell getrennt hat.

## Aufnahme und Veröffentlichung
Das Album Traum von Freiheit wurde als erstes Album der Band bei dem Majorlabel Columbia Records veröffentlicht. Es wurde in den Principal Studios in Senden in Nordrhein-Westfalen aufgenommen und von deren Betreiber Vincent Sorg produziert. Nach Angaben von Frank „Eule“ Vohwinkel war das Album bereits fertig, als sie bei Columbia „angeklopft haben“.
Nach eigenen Angaben wollte die Band mit Traum von Freiheit musikalisch mehr in Richtung Punk arbeiten und damit dem Image einer Deutschrock-Band entgegenwirken. Auf ihrer Homepage betont die Band zudem „eine klare Kante gegen Rechts“, wodurch nach ihren Aussagen „die Songs zu “Traum von Freiheit” geboren wurden“.

## Titelliste
Das Album besteht aus 12 Titeln mit einer Gesamtlänge von 39:28 Minuten. Die einzelnen Titel sind:

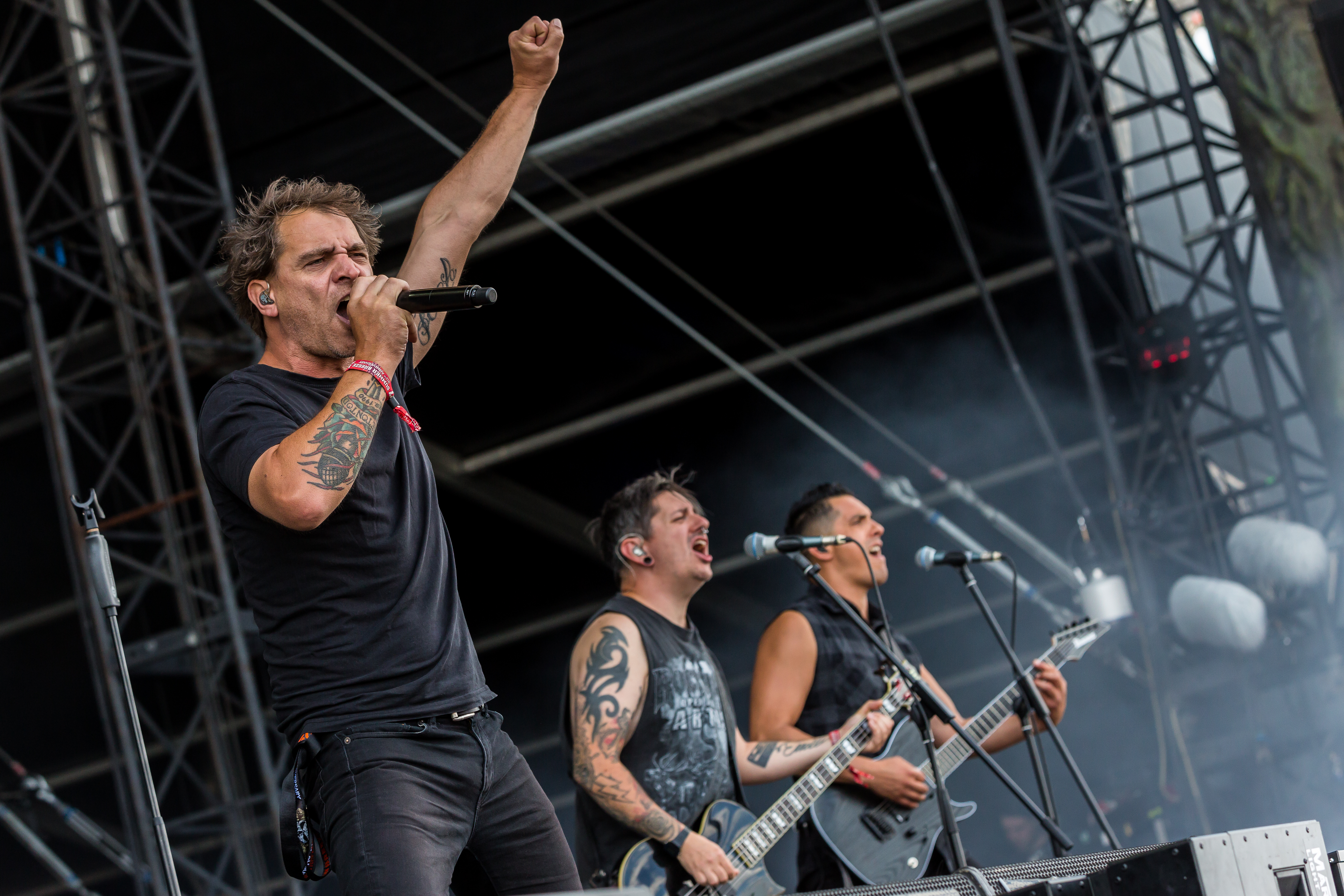
Betontod beim Summer Breeze Open Air 2017

1. Traum Von Freiheit
2. Mein Letzter Tag
3. Ich Bereue Nichts
4. Für Immer
5. Flügel Aus Stahl
6. Geschichte
7. Nur Für Eine Nacht
8. Ihr Könnt Mich
9. Kämpferherz
10. Alles Was Ich Wollte
11. Legion Der Verdammten
12. Nach All Den Jahren

## Resonanz

### Chartplatzierungen
Das Album erreichte den Platz 11 der Charts in Deutschland am 13. März 2015 und blieb für drei Wochen in den Charts. Am 27. März 2015 stand das Album auf Platz 92, danach verließ es die Top 100. In den österreichischen und den schweizerischen Charts war das Album jeweils eine Woche vertreten.

### Pressestimmen
Die Kritiken für Traum von Freiheit sind durchwachsen und nicht immer nur positiv. Enrico Ahlig betont im Metal Hammer, dass sich Betontod „mit aller Gewalt“ „vom Prädikat „Deutsch-Rock“ zu befreien“ versuchen, obwohl sie das gar nicht nötig hätten, „denn der eingängige Pop-Punk hat nur wenig mit den einschlägigen Bands gemein.“ Nach seiner Auffassung würde man „Hymnen wie das großartige Titelstück“ „eher bei einer Antifa-Demo als einer Onkelz-Party grölen“ und mit „‘Mein letzter Tag’ und ‘Flügel aus Stahl’ sind aber noch zwei weitere dicke Kandidaten für eine zukünftige Best-of-Veröffentlichung entstanden.“

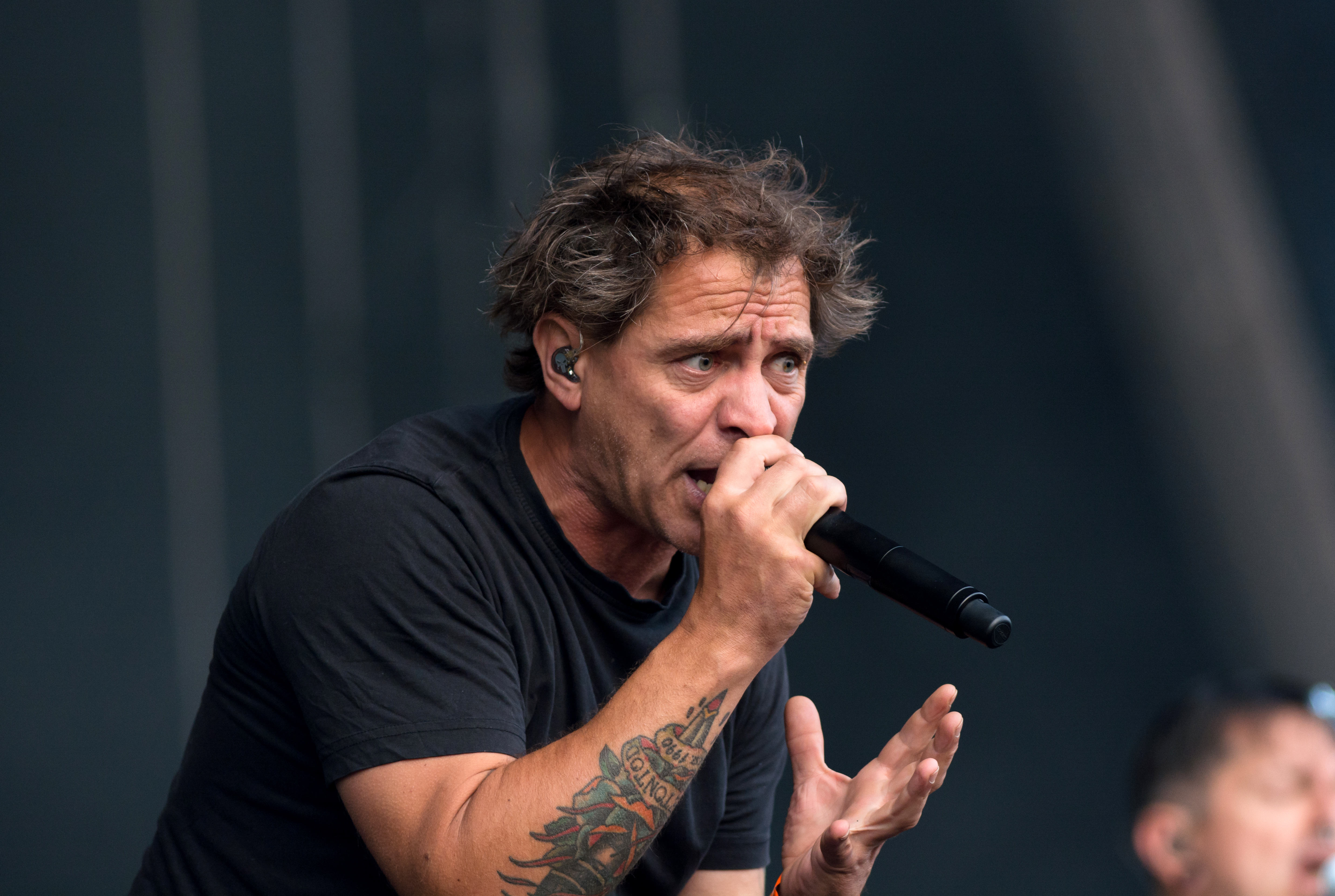
Oliver Meister beim Reload Festival 2017

Kai Buttenbeck fragt sich bei laut.de anlässlich der Ankündigung der Band, im neuen Album „zum Ursprung ihres Schaffens zurückzukehren“: „Was ist anders als vor drei Jahren?“ Er bescheinigt der Band und dem Album „eine sich stetig um sich selbst drehende Melange aus glattgebügeltem Straßenköter-Punk und massenkompatiblem Metal“ sowie „ein zwar solides, aber nicht sonderlich beeindruckendes Rotz-Potpourri für alle Wacken-Dauerkartenbesitzer mit Campino-Tattoos bereitstellt.“ Im Fazit resümiert er ein Album „irgendwo zwischen Punk, Rock und Metal, halb aufrecht, halb sich torkelnd im Kreise drehend. Also, keine Panik und kein Grund für hochgezogene Augenbrauen: Alles wie gehabt. Schade, eigentlich.“
Folgt man Tobias Kreutzer auf metal.de, „fahren BETONTOD auf „Traum von Freiheit“ eine Mischung, die zwar in den Punkten Eingängigkeit und Melodieverliebtheit einer Band wie DIE TOTEN HOSEN in nichts nachsteht, andererseits jedoch sowohl was Riffing als auch Produktion angeht immer wieder ins Metallische abdriftet.“ Er lobt vor allem die in seinen Augen nahe am Metalcore von Bands wie Rise Against agierenden Nur für eine Nacht und die Double Bass in Flügel aus Stahl und Geschichte sowie den Opener und Titeltrack Traum von Freiheit, bei dem „die unverzerrte Gitarre mit ordentlich Delay“  „zwar zunächst ein „Tage wie diese 2.0“ befürchten [lässt], im Refrain mausert sich das Teil jedoch zu einem Punk-Ohrwurm allererster Güte.“ Auf der anderen Seite attestiert er der Band jedoch auch „ein paar vertonte Schattenseiten“, wobei er besonders „die pathetische Tresenmelancholikerhymne ‚Für immer‘“ In seinem Schluss ist Traum von Freiheit „ein ordentliches Album einer Band, die dem deutschen Punk Rock ein paar interessante Facetten hinzufügt“ und mit dem sich Betontod „weiter unaufhaltsam in der freien Nische zwischen „echtem“ Punk und HOSEN, BROILERS und Konsorten breit[machen] und (…) sich dabei gut [halten]“.

## Belege
1. 1 2  Columbia holt sich Betontod. In: Musikwoche, 8. Dezember 2014; abgerufen am 30. Juni 2018.
2. ↑  Betontod - Traum von Freiheit (VÖ: 27.02.2015) (Memento des Originals vom 14. August 2020 im Internet Archive)  Info: Der Archivlink wurde automatisch eingesetzt und noch nicht geprüft. Bitte prüfe Original- und Archivlink gemäß Anleitung und entferne dann diesen Hinweis. bei sonymusic.de, 8. Dezember 2014; abgerufen am 30. Juni 2018.
3. ↑  Betontod: Traum von Freiheit. (Memento des Originals vom 30. Juni 2018 im Internet Archive)  Info: Der Archivlink wurde automatisch eingesetzt und noch nicht geprüft. Bitte prüfe Original- und Archivlink gemäß Anleitung und entferne dann diesen Hinweis. Interview mit Frank Vohwinkel auf smash-mag.com, 27. Februar 2015; abgerufen am 30. Juni 2018.
4. ↑  Betontod - Bandhistorie; abgerufen am 30. Juni 2018.
5. 1 2 3  Kai Buttenbeck: Betontod: Traum von Freiheit. auf laut.de; abgerufen am 30. Juni 2018.
6. 1 2 3  Chartplatzierungen für Traum von Freiheit – Österreich – Schweiz
7. ↑  Enrico Ahlig: Betontod: Traum von Freiheit. auf metal-hammer.de, 12. März 2015; abgerufen am 30. Juni 2018.
8. 1 2 3 4  Tobias Kreutzer: Betontod - Traum von Freiheit auf metal.de, 21. Februar 2015; abgerufen am 30. Juni 2018.